# Scelolyperus megalurus
Scelolyperus megalurus là một loài bọ cánh cứng trong họ Chrysomelidae. Loài này được Wilcox miêu tả khoa học năm 1965.